# Episodi di The Court of Last Resort
La prima e unica stagione della serie televisiva The Court of Last Resort è andata in onda negli Stati Uniti dal 4 ottobre 1957 all'11 aprile 1958 sulla NBC.
| nº | Titolo originale            | Prima TV USA     |
| -- | --------------------------- | ---------------- |
| 1  | The Gordon Wallace Case     | 4 ottobre 1957   |
| 2  | The Tomas Mendoza Case      | 11 ottobre 1957  |
| 3  | The Forbes-Carol Case       | 18 ottobre 1957  |
| 4  | The Wesley Ferguson Case    | 25 ottobre 1957  |
| 5  | The George Zaccho Case      | 1º novembre 1957 |
| 6  | The Karl Hooft Case         | 8 novembre 1957  |
| 7  | The Conrad Murray Case      | 15 novembre 1957 |
| 8  | The Darlene Fitzgerald Case | 1º novembre 1957 |
| 9  | The James Dawson Case       | 29 novembre 1957 |
| 10 | The Clarence Redding Case   | 6 dicembre 1957  |
| 11 | The Jim Thompson Case       | 13 dicembre 1957 |
| 12 | The John Smith Case         | 20 dicembre 1957 |
| 13 | The Westover Case           | 3 gennaio 1958   |
| 14 | The Arnold McHugh Case      | 10 gennaio 1958  |
| 15 | The Steve Hrdilka Case      | 24 gennaio 1958  |
| 16 | The Phillip Huston Case     | 31 gennaio 1958  |
| 17 | The Peter Stevens Case      | 7 febbraio 1958  |
| 18 | The Lester Arnold Case      | 14 febbraio 1958 |
| 19 | The Frank Clark Case        | 21 febbraio 1958 |
| 20 | The Jacob Loveless Case     | 28 febbraio 1958 |
| 21 | The Joe Credo Case          | 7 marzo 1958     |
| 22 | The Stephen Lowell Case     | 14 marzo 1958    |
| 23 | The Mary Morales Case       | 21 marzo 1958    |
| 24 | The Joel Sheldon Case       | 28 marzo 1958    |
| 25 | The Todd-Loomis Case        | 4 aprile 1958    |
| 26 | The Allen Cutler Case       | 11 aprile 1958   |

## The Gordon Wallace Case
- Prima televisiva: 4 ottobre 1957

### Trama
- Guest star: Robert McQueeney (Gordon Wallace), Barney Phillips (McKenzie), Gary Vinson (Young Gordon Wallace), Amzie Strickland (Marion), John Anderson (Phil), Lorna Thayer (Beth), Bill Lundmark (Trimble)

## The Tomas Mendoza Case
- Prima televisiva: 11 ottobre 1957

### Trama
- Guest star: Robert Blake (Tomas Mendoza), Joe Maross (padre Burke), Whit Bissell (George Brower), Joe Flynn (Stan Lemming), John Zaremba (Ben Oscourne), Kelly Thordsen (Pete Peters), Alexander Campbell (Frederick Bixby), Peggy Maley (Mrs. Brower), Gene Roth (McDougall)

## The Forbes-Carol Case
- Prima televisiva: 18 ottobre 1957

### Trama
- Guest star: Michael Landon (Thomas Forbes), Carol Leigh (Susan Carol), Joyce Jameson (Eve), Barry Kelley (Smallwood), Jack Kruschen (Morning), George Selk (Ron), Onslow Stevens (Puckett)

## The Wesley Ferguson Case
- Prima televisiva: 25 ottobre 1957

### Trama
- Guest star: Philip Bourneuf (Costi), Denver Pyle (Wesley Ferguson), Kenneth Patterson (Scott), Anne Seymour (Martha), Celia Lovsky (Mrs. Costi), Rosa Turich (Rita)

## The George Zaccho Case
- Prima televisiva: 1º novembre 1957

### Trama
- Guest star: John Verros (George Zaccho), Fintan Meyler (Rose Zaccho), Nico Minardos (Alex Zaccho), Irene Tedrow (Vera), Lilyan Chauvin (Margarite Velez), Robert Knapp (Kewell), Adonis De Milo (Godopolis), Vaughn Taylor, Renata Vanni (Anna)

## The Karl Hooft Case
- Prima televisiva: 8 novembre 1957

### Trama
- Guest star: Karl Lukas (Karl Hooft), Gail Kobe (Anna Jablowska), Evelyn Scott (Helen), Sara Taft (Mrs. Wayne), Gage Clarke (Roberts), Tom Greenway (Stanley), John Verros

## The Conrad Murray Case
- Prima televisiva: 15 novembre 1957

### Trama
- Guest star: Vaughn Taylor (Conrad Murray), Carl Benton Reid (Warden Barrett), Stafford Repp (Richard Phillips), Alexander Lockwood (Everett Miles), Jeanne Bates (Mrs. Phillips), Brett King (prigioniero)

## The Darlene Fitzgerald Case
- Prima televisiva: 1º novembre 1957

### Trama
- Guest star: Jean Carson (Myra North), Stacy Harris (Richard Wesson), Peggy McCay (Darlene Fitzgerald)

## The James Dawson Case
- Prima televisiva: 29 novembre 1957

### Trama
- Guest star: Robert Carricart (Hallas), Don Dubbins (James Dawson), Alan Gifford (George Hallis)

## The Clarence Redding Case
- Prima televisiva: 6 dicembre 1957

### Trama
- Guest star: John Bleifer (Clarence Redding), Joseph Kearns (Harold Bingham), Perry Ivins (Foreman Welling), Fred Kruger (George Irons), Ian McDonald (dottor Jennings), Parley Baer (constable Stokes), Helen Andrews (Florence), Robert Crawford Jr. (Tommy), Kay Stewart (Lucy)

## The Jim Thompson Case
- Prima televisiva: 13 dicembre 1957

### Trama
- Guest star: Henry Brandon (Jim Thompson), Wallace Ford (William Markham), Jaclynne Greene (Wauna), Dean Fredericks (Redfern), Valentin de Vargas (uomo)

## The John Smith Case
- Prima televisiva: 20 dicembre 1957

### Trama
- Guest star: Than Wyenn (John Smith), Paul Fix (Warden Avery), Karl Swenson (Carl Halsted), Roy Engel (capitano Briggs), Olan Soule (Webster), Joseph Mell (droghiere), Jack Reitzen (Victor Raggio), Naomi Stevens (Martha Raggio)

## The Westover Case
- Prima televisiva: 3 gennaio 1958

### Trama
- Guest star: Chris Alcaide (Enright), Clem Bevans (Proctor), Robert Burton (ufficiale Eldon Cox), Michael Hinn (Downer), Harry Landers (Dan Tucker), Lee Roberts (Deputy), Fay Roope (Dan Tackberry), Stuart Whitman (Gene Westover), Robert J. Wilke (Frank Westover)

## The Arnold McHugh Case
- Prima televisiva: 10 gennaio 1958

### Trama
- Guest star: Les Tremayne (Arnold McHugh), Norman Twain (Dennis McHugh), Barbara Bestar (Sue), Paula Winslowe (Mrs. McHugh), Margo Woods (Frances Wynans), James Maloney (Pitt), Maurice Manson (Ames), Donald Lawton (Doubleday), Chris Alcaide, Margo Woode

## The Steve Hrdilka Case
- Prima televisiva: 24 gennaio 1958

### Trama
- Guest star: Charles Bronson (Steve Hrdilka), Norma Moore (Wilma Neal), Francis X. Bushman (prete), Richard Kelgh (dottor Barlow), Herbert Lytton (Victim), Roy Barcroft (Dobson)

## The Phillip Huston Case
- Prima televisiva: 31 gennaio 1958

### Trama
- Guest star: Ross Martin (Phillip Huston), Richard Anderson (Harold Quinn), Harry Bartell (Dennis McComb), Paul Lambert (Michael Hoffman), Ken Lynch (Sherman Pickard), Francis McDonald (Turk), Maurice Wells (Daly), Barbara Marshall (Alice), Warren Parker (Lutrell)

## The Peter Stevens Case
- Prima televisiva: 7 febbraio 1958

### Trama
- Guest star: Jim Overlin (Peter Stevens), Susan Whitney (Janet Craig), Eve McVeagh (Edith Elwell), Robert Ellenstein (dottor Farrell), Edward Binns (Melvin Cressler), John Mylong (Joseph Stevens), Mary Jane Croft (Mrs. Craig)

## The Lester Arnold Case
- Prima televisiva: 14 febbraio 1958

### Trama
- Guest star: Thomas Peters (Lester Arnold), Jeanette Nolan (Mrs. Hadley), Marshall Thompson (ufficiale Bentley), Forrest Lewis (Rosen), Jon Silo (assistente/ addetto), Patrick Clement (Dykstra), Peter Mamakos (Halran)

## The Frank Clark Case
- Prima televisiva: 21 febbraio 1958

### Trama
- Guest star: Harold J. Stone (capitano Cunningham), Virginia Vincent (Eleanor Stacy), Dan Barton (Frank Clark), Stanley Adams (Paul Farrell), Joseph Granby (Mr. Mitchell), Marian Seldes (Roberta Farrell), Gene Roth (Peter Lucenic)

## The Jacob Loveless Case
- Prima televisiva: 28 febbraio 1958

### Trama
- Guest star: Barry Atwater (Jacob Loveless), Louise Lewis (Josephine Kruger), Onslow Stevens (Edward Kruger), Jan Brooks (Lois), Paul Newlan (Mort Walker), Val Benedict (Frank), Don Dubbins, Fay Spain (donna), Harry Dean Stanton, Dean Harens (Raymond Cole), Elspeth March (Minnie Bowers), Katherine Warren (Carrie Walker)

## The Joe Credo Case
- Prima televisiva: 7 marzo 1958

### Trama
- Guest star: Albert de Russo (Joe Credo), Phillip Pine (Frank Credo), Renata Vanni (Elvira Credo), Jo Wilder (Rita), Ann Morrison (Dora), Peter Brocco (Glover), George Ellis (Hall)

## The Stephen Lowell Case
- Prima televisiva: 14 marzo 1958

### Trama
- Guest star: Gar Moore (Stephen Lowell), Peter Whitney (Bill Kearne), Madlyn Rhue (Janice Lowell), Coulter Irwin (Carl Johnson), Willis Bouchey (Robert Pickett), Fay Baker (Mrs. Laura Barclay), Jester Hairston (Seth)

## The Mary Morales Case
- Prima televisiva: 21 marzo 1958

### Trama
- Guest star: Joe De Santis (Juan Morales), Carl Benson (John Stevens), Junius Matthews (Al Henry), Walter Barnes (Fred), John Cliff (Deputy Clint Whaley), Robert Griffin (pubblico ministero), John Zaremba (giudice), Peter Breck (Deputy Bart Styles), Herbert Lytton (Mike Grayson), Georgia Simmons (Sarah Byrnes), Marian Seldes (Mary Morales), Perry Ivins (cittadino), Fred Kruger (cittadino)

## The Joel Sheldon Case
- Prima televisiva: 28 marzo 1958

### Trama
- Guest star: Malcolm Atterbury (Joel Sheldon), Dabbs Greer (sceriffo Cass Baker), Jean Inness (Jenny Sheldon), Bartlett Robinson (Rod Moore), Martha Wentworth (Mrs. Ritchie), Russell Simpson (Glover)

## The Todd-Loomis Case
- Prima televisiva: 4 aprile 1958

### Trama
- Guest star: Doug McClure (Tommy Loomis), Joel Grey (Floyd Todd), Alex Gerry (Basil Todd), Ned Glass (Marty McGuire), Irene Tedrow (Sarah), Bob Wehling (sceriffo), James Nusser (giudice), Barry Brooks (impiegato), Ralph Moody (John), Herman Rudin (barista)

## The Allen Cutler Case
- Prima televisiva: 11 aprile 1958

### Trama
- Guest star: David Opatoshu (Allen Cutler), Herschel Bernardi (Frank Kerlo), Virginia Gregg (Edith Cutler), Werner Klemperer (Malone)